# Ditsaan-Ramain
Ditsaan-Ramain ist eine philippinische Stadtgemeinde in der Provinz Lanao del Sur. Sie hat 22.299 Einwohner (Zensus 1. August 2015).

## Baranggays
Ditsaan-Ramain ist politisch in 34 Baranggays unterteilt.
| - Bagoaingud - Barimbingan - Bayabao - Buadi Babai - Buadi Alao - Buadi Oloc - Pagalongan Buadiadinga - Dado - Dangimprampiai - Darimbang - Dilausan - Ditsaan | - Gadongan - Pagalongan Ginaopan - Baclayan Lilod - Linamon - Lumbatan Ramain - Buayaan Madanding - Maindig Ditsaan - Mandara - Maranao Timber (Dalama) - Pagalongan Proper - Polo | - Ramain Poblacion - Ramain Proper - Baclayan Raya - Buayaan Raya - Rantian - Sundiga Bayabao - Talub - Buayaan Lilod - Bubong Dangiprampiai - Pagalongan Masioon - Sultan Pangadapun |